# Oldřich Vyhnálek (politik ČSL)
Oldřich Vyhnálek (1919 – ???) byl český a československý politik Československé strany lidové, na počátku normalizace poslanec České národní rady.

## Biografie
Byl členem Československé strany lidové. Po federalizaci Československa usedl roku 1969 do České národní rady, kde setrval do konce volebního období, tedy do voleb v roce 1971.
K roku 1968 je profesně uváděn jako úředník na státním statku Brno-venkov.